# Jennifer Government: NationStates
Jennifer Government: NationStates è un videogioco per browser multiplayer di carattere geopolitico. È stato creato da Max Barry e uscito il 13 novembre 2002, liberamente ispirata al suo romanzo Logo Land. Il gioco ha oltre 2,5 milioni di nazioni. Il gioco è ampliato da parte degli utenti tramite forum per la discussione dello sviluppo del gioco. Esiste anche un porting per Nintendo DS.